# Hyaleucerea agylloides
Hyaleucerea agylloides är en fjärilsart som beskrevs av Dyar 1912. Hyaleucerea agylloides ingår i släktet Hyaleucerea och familjen björnspinnare. Inga underarter finns listade i Catalogue of Life.